# Isaäc Nicolaas Theodoor Diepenhorst

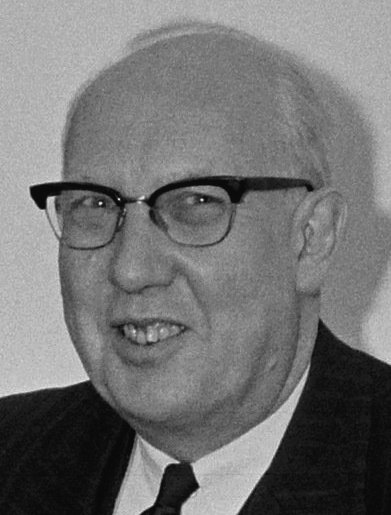
Isaäc Nicolaas Theodoor Diepenhorst

Isaäc Nicolaas Theodoor Diepenhorst (* 20. März 1907 in Amsterdam; † 31. Dezember 1976 in Epe, Provinz Gelderland) war ein niederländischer Politiker der Christelijk-Historische Unie (CHU), der unter anderem zwischen 1963 und 1965 im Kabinett Marijnen Staatssekretär im Außenministerium war.

## Leben

### Studium, Bürgermeister von Epe und Provinzpolitik
Diepenhorst stammte aus einer politisch einflussreichen Familie und war der Sohn von Pieter Diepenhorst, der zwischen 1920 und 1946 als Vertreter der Anti-Revolutionaire Partij (ARP) Mitglied der Ersten Kammer der Generalstaaten war. Sein Onkel Gerrit Diepenhorst war von 1937 bis 1946 ebenfalls als Vertreter der ARP Mitglied der Zweiten Kammer der Generalstaaten. Weiterhin war er Cousin des ARP-Politikers, Ministers und Mitglieds der Ersten Kammer Wilhelm Friedrich de Gaay Fortman sowie des Juristen André Donner, der sowohl Richter am Europäischen Gerichtshof als auch Richter am Europäischen Gerichtshof für Menschenrechte war.
Er selbst begann nach dem Besuch des Gereformeerd Gymnasium in Amsterdam am 17. September 1924 ein Studium im Fach Recht der Niederlande an der Vrije Universiteit Amsterdam, das er am 1. April 1928 beendete. Am 19. Juni 1931 schloss er seine Promotion zum Doktor der Rechtswissenschaften an der Vrije Universiteit Amsterdam mit der Dissertation Juvenile unemployment and how to deal with it ab. Danach begann er am 1. Dezember 1931 eine Tätigkeit als Bibliothekar in der Informationsabteilung des Wirtschaftsministeriums und war dort bis zum 15. Januar 1939 tätig.
Diepenhorst wurde am 15. Januar 1939 Nachfolger von Daniël Frederik Johannes van Walsem als Bürgermeister von Epe und bekleidete dieses Amt bis zu seiner Entlassung durch die deutsche Besatzungsmacht am 3. Mai 1943, woraufhin Jan Jacob Cassa von der Nationaal-Socialistische Beweging (NSB) als Bürgermeister eingesetzt wurde. Danach studierte er bis 1945 Katholische Theologie an der Rijksuniversiteit Utrecht. Nach Ende des Zweiten Weltkrieges übernahm er am 16. Mai 1946 erneut das Amt des Bürgermeisters von Epe, das er nunmehr bis zu seiner Ablösung durch den PvdA-Politiker C. N. Renken am 6. Juli 1954 innehatte. Danach wurde er am 6. Juli 1954 Mitglied des Provinzparlaments (Provinciale Staten) der Provinz Gelderland und gehörte diesem bis zum 6. Juni 1962 an. Zeitgleich war er zwischen dem 6. Juli 1954 und dem 6. Juni 1962 Mitglied der Regierung Gedeputeerde Staten der Provinz Gelderland. Daneben war er vom 1. Januar 1955 bis 1975 Vorsitzender der CHU-nahen Alexander de Savornin Lohman-Stiftung.

### Mitglied der Zweiten Kammer und Staatssekretär
Des Weiteren wurde Diepenhorst am 6. November 1956 als Vertreter der Christelijk-Historische Unie (CHU) zum Mitglied der Zweiten Kammer der Generalstaaten gewählt, der er bis zum 28. November 1963 angehörte. Ferner gehörte er zwischen 1957 und 1963 dem Hauptvorstand und dem Einheitsrat der CHU als beratendes Mitglied an. Während seiner Parlamentszugehörigkeit war er vom 4. Oktober 1962 bis 5. Juni 1963 Vize-Vorsitzender des Ständigen Ausschusses für Übergangsangelegenheiten von Niederländisch-Neuguinea, zwischen dem 16. Mai und dem 28. November 1963 Vize-Vorsitzender der CHU-Fraktion in der Zweiten Kammer sowie zuletzt vom 18. Juni bis zum 17. September 1963 Vorsitzender des Ständigen Ausschusses für Unterricht, Kunst und Wissenschaften.
Am 28. November 1963 wurde er von Ministerpräsident Victor Marijnen zum Staatssekretär im Außenministerium (Staatssecretaris van Buitenlandse Zaken) in dessen Regierung berufen und bekleidete dieses Amt bis zum 14. April 1965. Er war in dieser Funktion insbesondere für Angelegenheiten der Vereinten Nationen, der Sonderorganisationen der Vereinten Nationen sowie der Entwicklungshilfe zuständig. Am 20. April 1965 wurde ihm das Ritterkreuz des Orden vom Niederländischen Löwen verliehen.
Nachdem er sich vom 14. April 1965 bis zum 1. September 1967 ohne Funktionen aus dem politischen Leben zurückgezogen hatte, wurde Diepenhorst am 1. September 1967 kommissarischer Nachfolger des erkrankten Bürgermeisters von Doesburg, Conradin Flugi van Aspermont, und bekleidete diese Funktion auch nach Aspermonts Tod am 15. Mai 1968 noch kommissarisch bis zu seiner Ablösung durch Huib van Walsum am 1. Januar 1969 weiter. Er gehörte von 1967 bis zu seinem Tod 1976 dem Hauptvorstand und dem Einheitsrat der CHU abermals als beratendes Mitglied an. Während dieser Zeit war er zwischen April 1967 und September 1969 zudem Mitglied der sogenannten „Gruppe der Achtzehn“ (Groep van Achttien ), die Überlegungen über die Zusammenarbeit von ARP, CHU und Katholieke Volkspartij (KVP) unternahm. Am 23. Mai 1971 wurde er für die CHU abermals Mitglied der Zweiten Kammer der General und gehörte dieser bis zum 10. Mai 1971 an.
Aus seiner am 17. September 1936 in Den Haag geschlossenen Ehe mit Anna Schütte gingen vier Söhne und zwei Töchter hervor, darunter Peter Diepenhorst, der zwischen 1975 und 1987 Bürgermeister von Domburg sowie anschließend von 1987 bis 2001 letzter Bürgermeister von Maartensdijk war.

## Veröffentlichung
- Juvenile unemployment and how to deal with it, Dissertation, Vrije Universiteit Amsterdam, 1931